# هوغو غاسبار
هوغو غاسبار (2 سبتمبر 1982 في البرتغال - ) هو لاعب كرة طائرة شاطئية ولاعب كرة طائرة البرتغال في مركز ضارب خارجي ‏.

## وصلات خارجية
- هوغو غاسبار على موقع الاتحاد الأوروبي (الإنجليزية)
- هوغو غاسبار على موقع قاعدة بيانات الكرة الطائرة الشاطئية (الإنجليزية)
- هوغو غاسبار على موقع دوري الدرجة الأولى الإيطالي للكرة الطائرة - رجال (الإيطالية)